# Vườn quốc gia Perämeri
Vườn quốc gia Perämeri (Perämeren kansallispuisto, Bottenvikens nationalpark, có nghĩa "Vườn quốc gia vịnh Bothnia") là một vườn quốc gia ở tỉnh Lapland, Phần Lan. Vườn quốc gia này được thành lập năm 1991, có diện tích 157 km², trong đó có 2,5 km² đất liền. Cơ quan quản lý là Metsähallitus.
Ở đây có nhiều hòn đảo.